# Słowjanka (obwód doniecki)
Słowjanka (ukr. Слов'янка) – wieś na Ukrainie, w obwodzie donieckim, w rejonie wołnowaskim, w hromadzie Wełyka Nowosiłka. W 2001 liczyła 67 mieszkańców.